# Ben & Tan
Ben & Tan est un duo danois composé de Benjamin Rosenbohm (né le 3 juin 2002) et Tanne Balcells (née le 15 janvier 1998). Ils devaient représenter le Danemark au Concours Eurovision de la chanson 2020 à Rotterdam, avec la chanson Yes, jusqu'à ce qu'il soit annulée en raison de la pandémie du Covid-19.
En 2019, ils ont tous deux participé à la douzième saison de X Factor au Danemark et sont devenus un duo après la fin de l'émission.

## Carrière

### 2019: X Factor
Rosenbohm et Balcells se sont rencontrés en 2019 lors de la douzième édition de l'émission X Factor. Rosenbohm est entrée seule dans la compétition, tandis que Balcells a fait partie du groupe de filles Echo. Balcells, avec son groupe, a atteint la demi-finale, mais a été éliminée après que le groupe ait reçu le moins de votes publics, terminant la compétition à la quatrième place. Rosenbohm a atteint la finale, mais a terminé deuxième derrière Kristian Kjærlund.

### 2020: Concours Eurovision de la chanson
Le 7 mars 2020, Rosenbohm et Balcells participent aux côtés de dix autres artistes au Dansk Melodi Grand Prix, un concours de musique annuel organisé au Danemark pour déterminer le représentant du pays pour le concours Eurovision de la chanson. Le duo a gagné avec sa chanson Yes, recueillant 61% des voix. Le duo devait donc représenter le Danemark au Concours Eurovision de la chanson. Le 18 mars 2020, l'Union européenne de radio-télévision a annoncé l'annulation de l'édition 2020 en raison de l'incertitude entourant la propagation du coronavirus dans toute l'Europe.